# Geaya striata
Geaya striata is een hooiwagen uit de familie Sclerosomatidae.